# Salmā bint 'Abd Allāh
Salmā bint 'Abd Allāh (in arabo سلمى بنت عبدالله; Amman, 26 settembre 2000) è una principessa giordana, terzogenita di Abd Allah II e della regina Rania.

## Biografia

### Educazione
La principessa Salmā è ritenuta appartenere alla quarantaduesima generazione dei diretti discendenti del profeta Maometto. Il suo nome significa "pace" in arabo.
Nel 2018 ha terminato gli studi presso l'Accademia Internazionale di Amman (IAA) e a novembre si è diplomata alla prestigiosa Reale accademia militare di Sandhurst in Inghilterra, quando ha completato un breve corso di messa in servizio.
Nel 2023 ha conseguito un Bachelor of Arts in archeologia all'Università della California del Sud.

### Carriera militare
Il 24 novembre 2018 è stata arruolata nelle Forze Armate Giordane come sottotenente  e nel 2020 è diventata la prima donna a ricoprirvi il ruolo di pilota.

## Titoli e trattamento
- 26 settembre 2000 - attuale: Sua Altezza Reale, la principessa Salmā di Giordania

## Ascendenza
|                           |   |                        | Genitori                |  |  | Nonni |  |  | Bisnonni           |  |  | Trisnonni                |  |
|                           |   |                        |                         |  |  |       |  |  | Talal di Giordania |  |  | Abd Allah I di Giordania |  |
|                           |   |                        |                         |  |  |       |  |  | Talal di Giordania |  |  | Abd Allah I di Giordania |  |
|                           |   | Musbah bint Nasser     |                         |  |  |       |  |  | Talal di Giordania |  |  |                          |  |
| Husayn di Giordania       |   |                        |                         |  |  |       |  |  | Talal di Giordania |  |  |                          |  |
|                           |   | Zein al-Sharaf Talal   | Jamal 'Ali bin Nasser   |  |  |       |  |  |                    |  |  |                          |  |
|                           |   | Zein al-Sharaf Talal   | Jamal 'Ali bin Nasser   |  |  |       |  |  |                    |  |  |                          |  |
|                           |   | Zein al-Sharaf Talal   | Wijdan Shakir Pascia    |  |  |       |  |  |                    |  |  |                          |  |
| Abd Allah II di Giordania |   | Zein al-Sharaf Talal   |                         |  |  |       |  |  |                    |  |  |                          |  |
|                           |   | Walter Percy Gardiner  | Arthur Gardiner         |  |  |       |  |  |                    |  |  |                          |  |
|                           |   | Walter Percy Gardiner  | Arthur Gardiner         |  |  |       |  |  |                    |  |  |                          |  |
|                           |   | Walter Percy Gardiner  | Mabel Jane Tovell       |  |  |       |  |  |                    |  |  |                          |  |
| Antoinette Avril Gardiner |   | Walter Percy Gardiner  |                         |  |  |       |  |  |                    |  |  |                          |  |
|                           |   | Doris Elizabeth Sutton | Arthur Sutton           |  |  |       |  |  |                    |  |  |                          |  |
|                           |   | Doris Elizabeth Sutton | Arthur Sutton           |  |  |       |  |  |                    |  |  |                          |  |
|                           |   | Doris Elizabeth Sutton | Dora Elizabeth Alderton |  |  |       |  |  |                    |  |  |                          |  |
| Salmā bint 'Abd Allāh     |   | Doris Elizabeth Sutton |                         |  |  |       |  |  |                    |  |  |                          |  |
|                           | … | …                      |                         |  |  |       |  |  |                    |  |  |                          |  |
|                           | … | …                      |                         |  |  |       |  |  |                    |  |  |                          |  |
|                           | … | …                      |                         |  |  |       |  |  |                    |  |  |                          |  |
| Faysal Sidqi al-Yasin     | … |                        |                         |  |  |       |  |  |                    |  |  |                          |  |
|                           |   | …                      | …                       |  |  |       |  |  |                    |  |  |                          |  |
|                           |   | …                      | …                       |  |  |       |  |  |                    |  |  |                          |  |
|                           |   | …                      | …                       |  |  |       |  |  |                    |  |  |                          |  |
| Rania al-Yasin            |   | …                      |                         |  |  |       |  |  |                    |  |  |                          |  |
|                           |   | Ali al-Rasikh          | Ibrahim al-Rasikh       |  |  |       |  |  |                    |  |  |                          |  |
|                           |   | Ali al-Rasikh          | Ibrahim al-Rasikh       |  |  |       |  |  |                    |  |  |                          |  |
|                           |   | Ali al-Rasikh          | …                       |  |  |       |  |  |                    |  |  |                          |  |
| Ilham al-Rasikh           |   | Ali al-Rasikh          |                         |  |  |       |  |  |                    |  |  |                          |  |
|                           |   | …                      | …                       |  |  |       |  |  |                    |  |  |                          |  |
|                           |   | …                      | …                       |  |  |       |  |  |                    |  |  |                          |  |
|                           |   | …                      | …                       |  |  |       |  |  |                    |  |  |                          |  |
|                           |   | …                      |                         |  |  |       |  |  |                    |  |  |                          |  |